# کوین یودر
کوین یودر (به انگلیسی: Kevin Yoder) نمایندهٔ حوزه انتخابیه سوم کانزاس از حزب جمهوری‌خواه ایالات متحده آمریکا در مجلس نمایندگان ایالات متحده آمریکا است که برای نخستین‌بار در ۷۴ ژانویه ۲۰۱۱ میلادی به‌عضویت این مجلس درآمد.